# Bunkamura

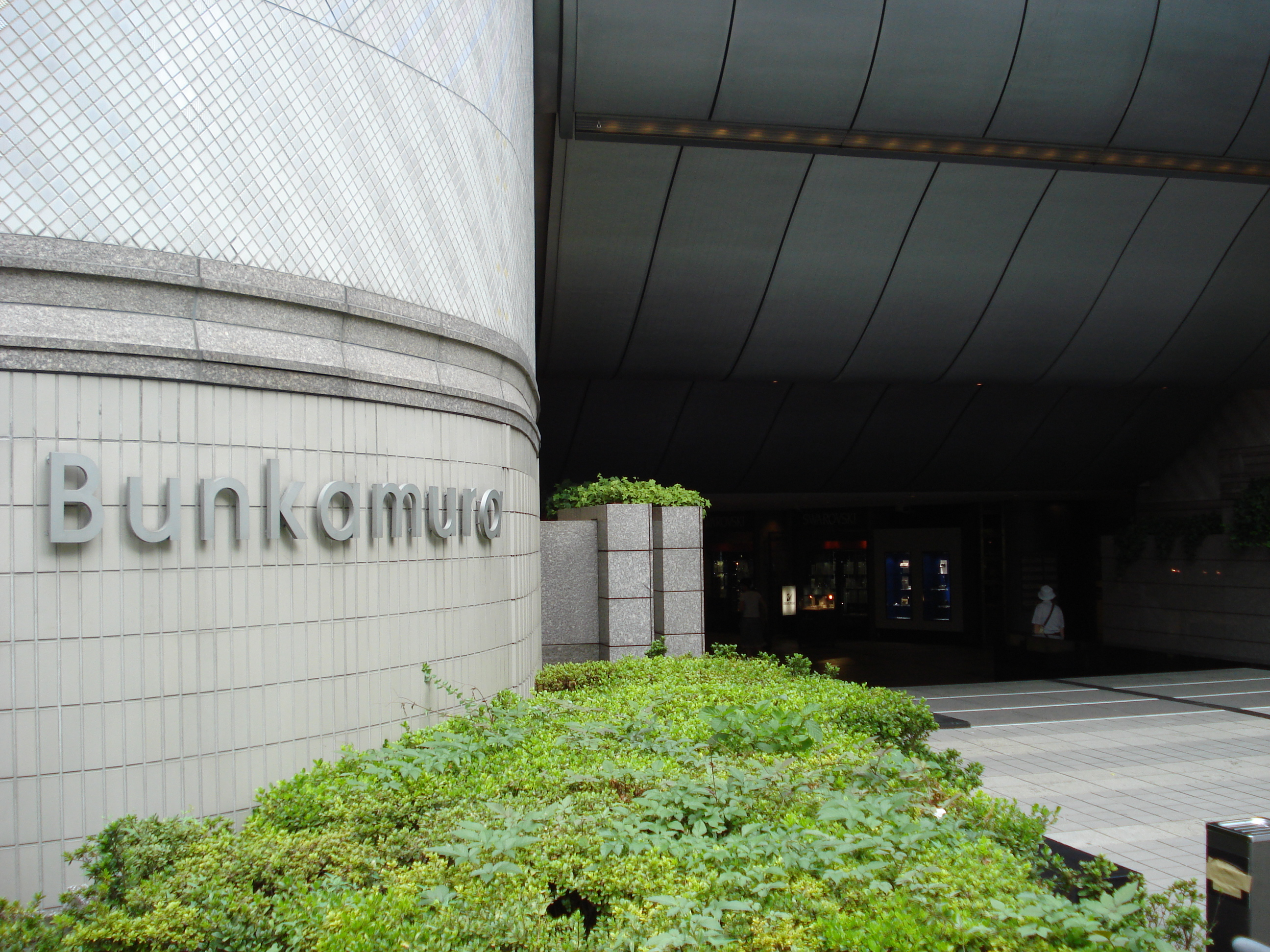
Bunkamura

Bunkamura (분카무라, 일본어로 '文化村')는 일본 도쿄도 시부야구에 있는 콘서트 홀, 극장, 백화점, 미술관 등 다양한 성격의 공간이 하나의 건물에 모여 있는 복합 문화 시설이다. 운영은 도큐 그룹이 한다. 지하 1층에는 베이커리와 카페, 서점, 더 뮤지엄이 있고, 지상 1층에는 프랑스 영화를 중심으로 유럽, 아시아의 작가주의 영화를 상영하는 르 시네마 1, 2관 등의 극장과 미술관이 있다. 3층에는 클래식을 중심으로 발레, 오페라 공연이 열리는 오차드홀이 있고, 6층에는 연극, 댄스, 콘서트 등이 열리는 소극장 코쿤과 이벤트 코너가 있다.

## 같이 보기
- 도쿄 필하모니 교향악단
- 도쿄 국제 영화제